# Neptune LNG
Neptune LNG – інфраструктурний об’єкт для прийому зрідженого природного газу (ЗПГ), що існував біля північно-східного узбережжя США.
В середині 2000-х років почала втілюватись у життя технологія терміналів ЗПГ із використанням плавучих установок зі зберігання та регазифікації.  При цьому перші такі термінали – Gulf Gateway, Northeast Gateway, Teesside Gasport – створили як доповнення до потужних газотранспортних систем, що могли самостійно впоратись із зберіганням регазифікованого ресурсу. Як наслідок, ці об’єкти не потребували постійної присутності певної установки, а приймали різні судна, які доправляли ЗПГ та в оперативному режимі провадили регазифікацію свого вантажу.
Черговим терміналом такого типу мав стати Neptune LNG, розміщений на вході до Массачусетської затоки трохи більш ніж за 10 км від узбережжя (можливо відзначити, що лише за кілька миль звідси знаходився згаданий вище Northeast Gateway). В межах проекту в районі з глибиною моря 76 метрів змонтували спеціальний швартовочно-розвантажувальний комплекс, ключовими елементами якого були два занурювані буя (Submerged Turret Loading, STL), що знаходились на відстані біля 4 км один від одного. 
Буї сполучили перемичкою, а один з них під’єднали до трубопроводу HubLine, що є частиною системи Algonquin Gas Transmission. Сполучення з HubLine мало довжину 21 км та діаметр 600 мм.
Проект Neptune LNG реалізував французький енергетичний концерну GDF Suez, який спеціально під нього зафрахтував на 15 років дві плавучі установки, що ще на етапі спорудження отримали назви GDF Suez Neptune та GDF Suez Cape Ann. Кожна з них мала об’єм резервуарів для ЗПГ у  145 тис м3 та була здатна регазифікувати до 21 млн м3 на добу.
В травні 2010-го оголосили про будівельну готовність терміналу, а також що прибуття першої великої партії ЗПГ очікується у серпні того ж року. Втім, на той час у США вже йшла повним ходом «сланцева революція», що у підсумку призвело до перетворення країни з імпортера на експортера блакитного палива. Як наслідок, Neptune LNG так і не став до повноцінної роботи, а в 2013-му GDF Suez отримало дозвіл на 5-річну консервацію об’єкту. В 2017-му власник терміналу оголосив про запланований демонтаж його споруд.